# Neopozitivism
Neopozitivismul sau pozitivismul logic este un curent filosofic apărut la începutul secolului XX. Bazele neopozitivismului au fost puse de Cercul vienez, pornind de la teoriile logice ale lui Bertrand Russell și Ludwig Wittgenstein.
Reprezentanții principali ai neopozitivismului sunt: Rudolf Carnap, Moritz Schlick, Otto Neurath, Philipp Frank, Alfred Ayer ș.a. Fondatorii neopozitivismului au intenționat să dea filosofiei un caracter riguros, exact, eliminând din ea ceea ce ei numeau speculații arbitrare și înlocuindu-le cu logica științei.
Neopozitivismul a influențat numeroși fizicieni și logicieni.